# Luvi nyelv

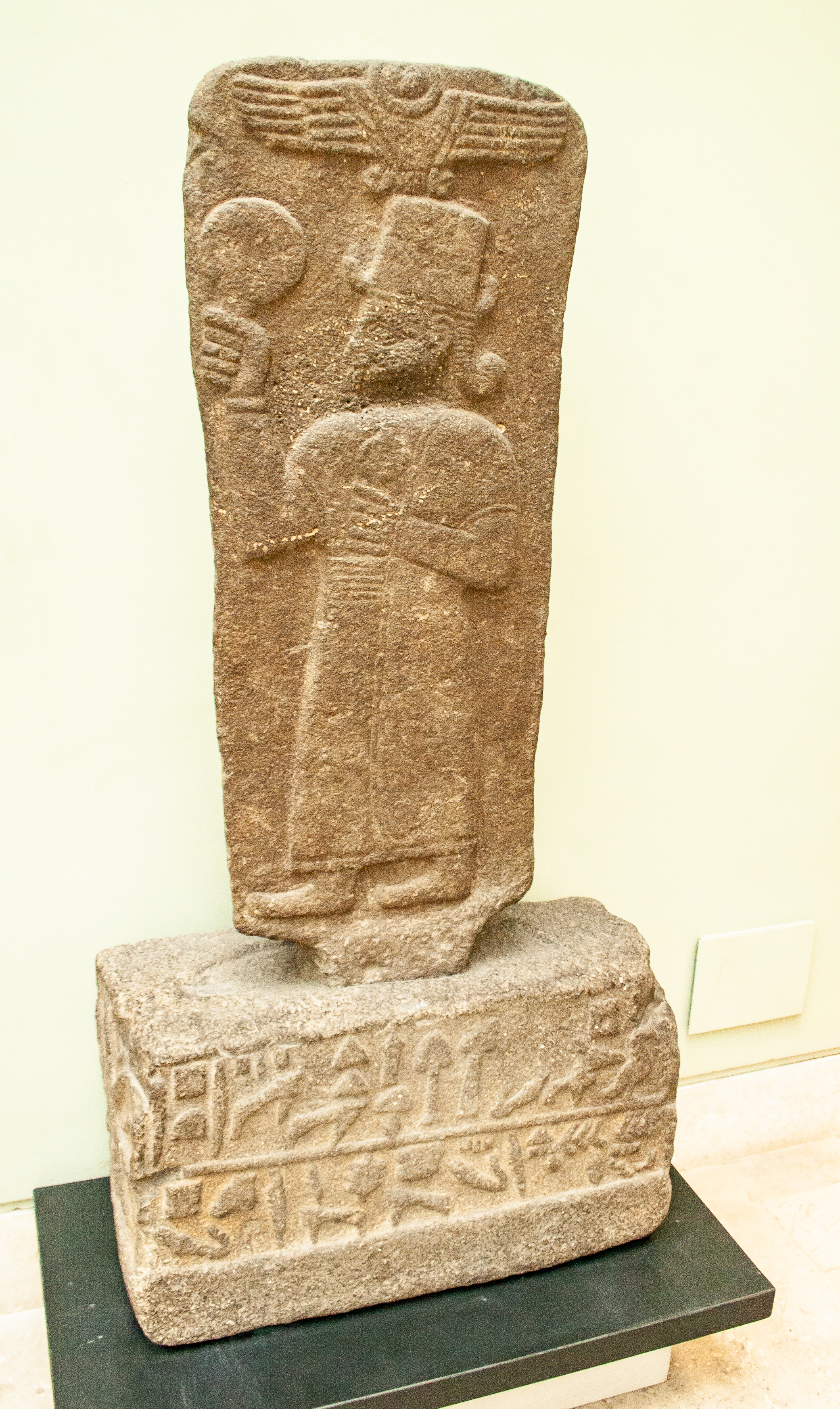
Kubaba istennő bazalt szobra a British Museumban az i. e. 9. századból. A talpazaton luvi nyelvű felirat

A luvi nyelv (elterjedt írásmóddal luwi, luwian) az anatóliai nyelvek egyike. Az ókorban Anatólia délkeleti részén, főleg Kizzuvatna térségében beszélték. Írásrendszere merőben eltér a rokon hettita nyelvtől, mert míg a hettiták az asszír ékírást vették át és használták saját írásaikban, a luvik saját hieroglif írást alakítottak ki. A luvi nyelv sohasem volt a Hettita Birodalom hivatalos nyelve, de széles körben beszélték és használták. Az epigrafikus emlékeken a birodalmi korból is több feliratuk ismert, a luvi írás egészen Anatólia legnyugatibb részéig, Trója városáig is terjedt, mivel innen is ismert egy hettita tisztviselő luvi feliratú pecsétnyomója. A luvi nyelv fénykorában Anatólia központi és északi területein kívül szinte mindenhol ezt beszélték a Hettita Birodalom területén. A Hattuszasztól alig két napi járóföldre keletre eső Tapikka és az északkeletre eső Szapinuva levéltárai és pecsétnyomói alapján már a középhettita korban is messzire terjedt észak felé.
Az újhettita királyságokban fokozatosan átvette a hettita nyelv helyét, részben keveredett azzal is, és az arameussal. Ezek a jellegzetes hettita–luvi-arámi keveréknyelvek egész Észak-Szíria és Nyugat-Mezopotámia területén léteztek. A luvi nyelv – és keverékei – használata végül az i. e. 7. században, az újasszír hódítások idején tűnt el.

## Rokonsága

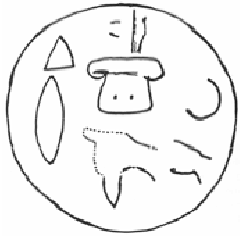
Tarhuntanu luvi feliratú pecsétnyomója Trója VIIb rétegéből

A luvi nyelv az anatóliai nyelvcsalád tagja. Rokona a hettitának, talán annak egy nyelvjárása, vagy egy hettitaszerű nyelv ötvöződése egy korai nem-indoeurópai nyelvvel. A luvi nyelv jelentőségét az adja, hogy kapcsolatot teremt a hettita nyelv és az ógörög, etruszk (feltételes módon, mivel az etruszk nyelv még nem ismert annyira, hogy a rokonságát kellően megalapozottan lehetne kutatni) és latin nyelvekkel a belőle kialakuló lük, lüd, phrüg és káriai nyelveken keresztül.
Az indoeurópai nyelvek kentum ágával rendkívül sokrétű kapcsolata van. Így – a hettitához hasonlóan – főneveik többsége š hangra végződik (lásd görög sz, latin -us). A lokativusként használt -i és -iya ragok fontos helynévképzők a kentum nyelvekben. Az ógörög nyelvben gyakori – és sokáig nem-indoeurópainak gondolt – állandó mássalhangó-kapcsolatok is innen erednek, mint az ssz, nk, nkh, nt, nth, nksz, ksz, psz, kh.
Szerkezetében is hasonló hozzájuk, az úgynevezett tárgyeset nyelvekhez tartozik, mint a német, a latin és a görög is, bár ezekhez tartozik a finn, a magyar, a török és a japán is. Ezekben a nyelvekben az igék tárgya (a főnév) és az ige ragozása eltérhet egymástól. (Latinban például dominus venit, „az úr jön” és dominus servum audit, „az Úr meghallja a rabszolgákat”.)
A luvi eredetű és luviban jövevény szavak azonosítása és elkülönítése még komoly kihívást jelent a nyelvészek számára. Az ékírásos anyag hettita környezetben született, és semmi sem árulkodik arról, hogy ezekben melyik szó melyik nyelvből származik. Az ékírás írásképe egyébként is hettitizálhatta a luvi nyelvet – másképp mondva az ékírásos anyagban a hettita nyelv szabályainak és az ékírás lehetőségeinek megfelelően írták a szavakat. Norbert Oettinger 1986-ban az ékírásos luviból kifogástalan hettita fonológiát és morfológiát vezetett le. Craig Melchert ezeket a levezetéseket következetesen elutasítja. Ugyanakkor elismeri, hogy a hettita és a luvi nyelv összetett rokonsági viszonyban van egymással, nemcsak ősük lehetett közös, hanem a történelem folyamán oda-visszahatás érte mindkettőt a másik részéről. Ma már úgy tűnik, hogy a luvi nyelv hatása a hettitára sokkal mélyebb volt, mint azt a 20. század végén eredetileg feltételezték. A hettita nyelv szerkezetének változása az óhettita és a középhettita között – így például a ragok alakulása – a luvi hatása lehet.
| a luvi írás és az égeikumi írások kapcsolata | a luvi írás és az égeikumi írások kapcsolata | a luvi írás és az égeikumi írások kapcsolata | a luvi írás és az égeikumi írások kapcsolata | a luvi írás és az égeikumi írások kapcsolata |
| -------------------------------------------- | -------------------------------------------- | -------------------------------------------- | -------------------------------------------- | -------------------------------------------- |
| phaisztoszi korong                           | lineáris A írás                              | lineáris B írás                              | arkalokhóri balta                            | luvi írás                                    |
| 02                                           |                                              |                                              | 04,07,10                                     | ; a2, (?)                                    |
| 03                                           |                                              |                                              |                                              | vagy CAPUT                                   |
| 07                                           |                                              |                                              |                                              | ; vagy SIGILLUM, IUDEX, IUSTITIA, LUNA       |
| 10                                           | AB79 zu                                      | zo                                           |                                              | zi                                           |
| 11                                           |                                              |                                              |                                              | ; SOL, SOL3                                  |
| 12                                           | AB78 qe                                      | qe                                           |                                              | PANIS, pax                                   |
|                                              |                                              | ka                                           |                                              | ROTA, ḫara, ḫari                             |
| 15                                           | A364 B232                                    |                                              |                                              | wa7, wi7                                     |
| 16                                           | AB74 ze?                                     |                                              |                                              | ANNUS, zi3, ; VIR, zi2                       |
| 17                                           | A322                                         |                                              |                                              | la2, li, lu                                  |
|                                              |                                              | ke                                           |                                              | kix                                          |
|                                              |                                              | mi                                           |                                              | mi2 a                                        |
|                                              |                                              | di                                           |                                              | ; tu3                                        |
|                                              |                                              | du                                           |                                              | ; tu3                                        |
|                                              |                                              | to                                           |                                              | ; tu3                                        |
| 18                                           | AB37 ti                                      | ti                                           |                                              | ; ta4, su, BONUS2                            |
| 22                                           | A318                                         |                                              |                                              | THRONUS, MENSA                               |
| 23                                           | AB05 to vagy AB06 na                         | na                                           | 13                                           | ; na2                                        |
| 24                                           | AB54 wa                                      | wa                                           |                                              | (?)                                          |
| 26                                           |                                              |                                              |                                              | su2, CORNU                                   |
| 27                                           |                                              |                                              |                                              | si2                                          |
| 28                                           |                                              |                                              |                                              | ; li2, UNGULA                                |
| 29                                           | AB80 ma                                      | ma                                           | 08                                           | ; LEO, BESTIA, ma x                          |
| 30                                           | AB13 me, AB85?                               | mu                                           |                                              | ; LEO, BESTIA, ma x                          |
| 31                                           | AB81 ku                                      | ku                                           |                                              | ka2, SUB ku                                  |
| 32                                           |                                              |                                              |                                              | AVIS2                                        |
| 33                                           |                                              |                                              |                                              | PISCIS                                       |
| 34                                           | AB39 pi                                      | pi                                           |                                              | pi                                           |
| 35                                           | AB04 te                                      | te                                           | 09                                           | Telipinu                                     |
| 36                                           | AB30 ni                                      | ni                                           |                                              | wi                                           |
| 37                                           |                                              | rai, ra3                                     |                                              | (?)                                          |
| 38                                           |                                              |                                              |                                              | ASTERISK                                     |
| 39                                           | AB28 i                                       | i                                            | 02                                           | i, Tarḫunt (?) ḫatti, ḫa2                    |
| 40                                           | AB26 ru, AB27 re                             | ru, re                                       |                                              | ; ru2                                        |
| 41                                           |                                              |                                              |                                              | (?)                                          |
|                                              |                                              | ta                                           |                                              | ; ASINUS, ta                                 |
| 43                                           | AB66 ta2                                     | ta2                                          |                                              | ta4, lix                                     |
| 45                                           | AB76 ra2                                     | ra2                                          |                                              | ra                                           |
|                                              |                                              | sa                                           |                                              | ; CAPRA, sa3                                 |
|                                              |                                              | se                                           |                                              | ; CAPRA, sa3                                 |
|                                              |                                              | u                                            |                                              | u                                            |

## Írásrendszere
Luvi nyelven kétféle írással írtak: az ékírás hettita változatával és a luvi hieroglifákkal. A luvi írásrendszert korábban a hettita nyelv hieroglif változatának tartották, ma is gyakran előfordul, hogy hettita hieroglifáknak nevezik, de ez tévedés. A fontosabb feltárt hettita levéltárak (Hattuszasz, Kanis, Szapinuva, Tapikka) mind tartalmaznak luvi nyelvemlékeket is. A hieroglif írásukból jelenleg 534 különböző jel jelentése ismert, amelyek egy kis része kétbetűs szótagot, nagyobb része egy-egy komplett kifejezést jelent (vagyis szójel). Sem a képek rajzolatai, sem az írás belső logikája nem hasonlít a kortárs egyiptomi hieroglifákhoz, teljesen önálló alkotásnak tekintendő.
A két írásrendszert eltérő célokra használták. Folyóírásként az ékírást, mivel a kor írófelületén, az agyagon az ékeket sokkal könnyebb volt írni, mint a képeket. A hieroglifákat a faragást, festést igénylő felületeken alkalmazták.

## Átírása
Az ékírásos anyagot a hettitával azonos módon írjuk át. A luvi hieroglifák átírása a hettita átíráshoz hasonló. Az írásrendszer félig szó-, félig szótagírás. Az ismert hangértékű jeleket dőlt kisbetűvel írják át. Azokat a hieroglifákat, amelyeknek hangértéke nem ismert, de jelentése igen, a nemzetközi megállapodás szerint dőlt nagybetűvel, latin nyelven adják meg.

## Hangtana
A luvi nyelv hangtanának rekonstrukcióját az ékírásos nyelvemlékekre és más indoeurópai nyelvek hangtanának összehasonlítására alapozzák. Az alábbi táblázat a hangkészlet mássalhangzói közül legvalószínűbben jelen lévő hangokat tartalmazza. Valószínűleg voltak más mássalhangzók is, amelyeket a hettita nyelv leírására kialakított és alkalmazott ékírással nem jelölhettek. Az š azonos lehet a hettitában is jelen lévő š-szel, és valószínűleg itt is sz-ként olvasandó.
|               | bilabiálisok | bilabiálisok | labiálisok | labiálisok | alveolárisok | alveolárisok | palatálisok | palatálisok | velárisok | velárisok | laringálisok | laringálisok |
| ------------- | ------------ | ------------ | ---------- | ---------- | ------------ | ------------ | ----------- | ----------- | --------- | --------- | ------------ | ------------ |
| 1*            | 2*           | 1            | 2          | 1          | 2            | 1            | 2           | 1           | 2         | 1         | 2            |              |
| explozívák    | p            | b            |            |            | t            | d            |             |             | k         | g         |              |              |
| nazálisok     |              | m            |            |            |              | n            |             |             |           |           |              |              |
| pergőhangok   |              |              |            |            |              | r            |             |             |           |           |              |              |
| réshangok     |              |              |            |            | š            | z            |             |             |           |           | ħ            | ʕ            |
| approximantok |              |              |            | w          |              | l            |             | y           |           |           |              |              |

* 1 = zöngés, 2 = zöngétlen
Csak három magánhangzó bizonyított, az a, i és u, mindháromnak van rövid és hosszú változata. A magánhangzó hosszúsága sokszor a szó adott helyzetbeni jelentésére, funkciójára utal. Megfigyelhető a rotacizmus, például īdi → īri (= megy) vagy wala → wara (= meghal). A d hang időnként zöngésedik mássalhangzó-torlódásnál, például adtuwari → aztuwari (= eszik).

## Nyelvtana
A hettita nyelvhez hasonlóan a luviban sincs nemi megkülönböztetés, ehelyett élő és élettelen ragozás van. Az egyes és többes szám mellett néhány élőfőnévnek lehet kétféle többes száma, az egyszerű és kollektív többes (collectivus). Hat eset létezik, ami kevesebb a hettitánál: alanyeset (nominativus), birtokos eset (genitivus), részes-helyhatározói eset (dativus-locativus), tárgyeset (accusativus), határozói eset (általános és eszközhatározó, ablativus-instrumentalis) és megszólító eset (vocativus).
A nyelvtan összességében még nagyon homályos. Az alábbiak nagyrészt Craig Melchert megállapításai.

### Főnévragozás
Konszenzus látszik abban, hogy a -ša/-za végződések az egyes számú élettelen főnevek alany- és tárgyeset (nominativus-accusativus) végződése és ragja. Az élő főneveknél -iš/-in, kivéve az u-tövűeket, itt -uš. Az élők többes számú alanyesetvégződése -inzi/-anzi. Az esetragok nagyon hasonlóak a hettita ragozáshoz. Csak az alany- és tárgyesetben van különbség az élő és élettelen között.
| | egyes szám    | példa     | példa               | többes szám  | példa     | példa                  |
| luvi                                                                                                 | egyes szám    | magyar    | luvi                | többes szám  | magyar    |                        |
| élő alanyeset                                                                                        | -iš, -uš, -in | telipinuš | növény              | -anzi, -inzi | telipinzi | növények növényeket    |
| élő tárgyeset                                                                                        | -n, -an       | telipinun | növényt             | -anzi, -inzi | telipinzi | növények növényeket    |
| élettelen alany- és tárgyeset                                                                        | -Ø, -n        | ḫar       | kerék kereket       | -a, -aya     | ḫaraya    | kerekek kerekeket      |
| élő/élettelen birtokos eset                                                                          | -š, -ši       | ḫaraš     | keréké              | –            | –         | –                      |
| élő/élettelen részes- és helyhatározó                                                                | -i, -iya      | ḫariya    | keréknek (keréken)1 | -anza        | ḫaranza   | kerekeknek (kerekeken) |
| élő/élettelen eszköz- és általános határozó                                                          | -ati          | ḫarašati  | kerékkel2           | -ati         | ḫarašati  | kerekekkel             |
| 1A magyar helyhatározói eset nem egészen felel meg a locativusnak 2 A magyarban nincs határozói eset |               |           |                     |              |           |                        |

## Melléknévragozás
|                               | egyes szám       | példa   | példa       | többes szám      | példa   | példa          |
| luvi                          | egyes szám       | magyar  | luvi        | többes szám      | magyar  |                |
| közös alanyeset               | -ašiš, -išiš     | wàšiš   | jó          | -ašinzi          | wàšinzi | jók jókat      |
| közös tárgyeset               | -ašin, -išin     | wàšin   | jót         | -ašinzi          | wàšinzi | jók jókat      |
| semleges alany- és tárgyeset  | -ašanza, -išinza | wàšanza | jó jót      | -aša, -iša       | wàša    | jók jókat      |
| részes- és helyhatározó       | -ašan, -išan     | wàšan   | jónak (jón) | -ašanza, -išanza | wàšanza | jóknak (jókon) |
| eszköz- és általános határozó | -ašati, -išati   | wàšati  | jóval       | -ašati, -išati   | wàšati  | jókkal         |

## Névmások
|             |         | személyes névmás | személyes névmás    | birtokos névmás |
| ----------- | ------- | ---------------- | ------------------- | --------------- |
| önállóan    | ragként | önállóan         |                     |                 |
| egyes szám  | én      | amu, mu          | -mu, -mi            | ama-            |
| egyes szám  | te      | tu, ti           | -tu, -ti            | tuwa-           |
| egyes szám  | ő       | (apa-)           | -aš, -ata, -an, -du | apaša-          |
| többes szám | mi      | anzaš, anza      | -anza               | anza-           |
| többes szám | ti      | unzaš, unza      | -manza              | unza-           |
| többes szám | ők      | (apa-)           | -ata, -manza        | apaša-          |

## Igeragozás
A luvi igeragozás nagyon hasonlít a hettita -ḫi ragozáshoz. Itt is csak jelen- és múlt idő létezik, az egyes- és többes szám, valamint a személyek az általános első-, második- és harmadik személyűek. Csak aktív igék ismertek, bár vannak jelei a középpasszív alakoknak is.
A főnévi igenév képzője: -una. (Pi = „ad”, piuna = adni)
|             |   | jelen  | múlt   | felszólító | jelen  | múlt   | felszólító | jelen  | múlt    | felszólító |
| ----------- | - | ------ | ------ | ---------- | ------ | ------ | ---------- | ------ | ------- | ---------- |
| egyes szám  | 1 | -wi    | -ḫa    | –          | piwi   | piḫa   | –          | adok   | adtam   | (adjak)    |
| egyes szám  | 2 | -ši    | -ta    | Ø          | piši   | pita   | pi         | adsz   | adtál   | adj        |
| egyes szám  | 3 | -ti(r) | -ta(r) | -tu(r)     | piti   | pita   | pitu       | (ő) ad | adott   | adjon      |
| többes szám | 1 | -mina  | -ḫana  | –          | pimina | piḫana | –          | adunk  | adtunk  | (adjunk)   |
| többes szám | 2 | -tani  | -tan   | -tanu      | pitani | pitan  | pitanu     | adtok  | adtatok | adjatok    |
| többes szám | 3 | -nti   | -nta   | -ntu       | pinti  | pinta  | pintu      | adnak  | adtak   | adjanak    |